# Megaselia submarginalis
Megaselia submarginalis är en tvåvingeart som först beskrevs av Malloch 1912.  Megaselia submarginalis ingår i släktet Megaselia och familjen puckelflugor.
Artens utbredningsområde är Maryland. Inga underarter finns listade i Catalogue of Life.